# Oliver Smithies
Oliver Smithies (Halifax, 23 juni 1925 – Chapel Hill, 10 januari 2017) was een Brits-Amerikaans geneticus. In 2007 won hij samen met Mario Capecchi en Martin Evans de Nobelprijs voor de Fysiologie of Geneeskunde voor hun ontdekking van principes waarmee specifieke genmodificaties kunnen worden aangebracht bij muizen door gebruik te maken van embryonale stamcellen. In 1955 was hij de uitvinder van de gel-elektroforese, waarbij een zetmeel-gel het scheidend vermogen van elektroforese enorm verbeterde.

## Loopbaan
Volgens Smithies eigen zeggen kwam zijn interesse in wetenschap door zijn fascinatie voor radio's en telescopen op jonge leeftijd.
In 1946 een Bachelor of Arts eerste klasse in fysiologie, gevolgd door een Bachelor in scheikunde. In 1951 haalde hij zowel een Master of Arts als een PhD in biochemie aan het Balliol College.
Van 1953 tot 1960 werkte Smithies bij het Connaught Medical Research Laboratory aan de Universiteit van Toronto. Vanwege visaproblemen kon hij pas in 1960 terugkeren naar zijn geplande positie als assistent-professor in genetica en medische genetica aan de Universiteit van Wisconsin-Madison. Hier werkte hij tot 1988.
Sinds 1988 is Smithies een Excellence Professor in Pathologie, en Laboratory Medicine aan de Universiteit van North Carolina te Chapel Hill. Smithies werkte ook voor het instituut van genoomwetenschappen van de
Duke-universiteit.
Smithies' werk heeft sterk bijgedragen aan onderzoek naar taaislijmziekte, en kan ook toe worden gepast op andere ziektes. Hij creëerde onder andere muizen met meer menselijke karakteristieken, die zeer geschikt zijn voor onderzoek. Hij en Mario Capecchi kwamen beide tot dezelfde ontdekkingen met betrekking tot gentargeting.
In 1971 werd Smithies verkozen tot lid van de National Academy of Sciences, en in 1978 tot lid van de American Academy of Arts and Sciences.
In 2002 werkte Smithies samen met zijn vrouw, dr. Nobuyo Maeda, aan een studie naar hypertensie met behulp van genetisch veranderde muizen.
Oliver Smithies overleed in 2017 op 91-jarige leeftijd in het ziekenhuis van de Universiteit van North Carolina in Chapel Hill.